# 弗倫茲維爾 (馬里蘭州)
弗倫茲維爾（英語：Friendsville）是一個位於美國馬里蘭州加勒特縣的市鎮。

## 人口
根據2020年美國人口普查的數據，弗倫茲維爾的面積為2.59平方千米，當中陸地面積為2.59平方千米，而水域面積為0.00平方千米。當地共有人口438人，而人口密度為每平方千米169人。